# Масутацу Ояма
Масутацу „Мас“ Ояма (Masutatsu Oyama, 1923 – 1994) е роден на 12 (според други източници на 27) юли 1923 в Гимдже, Корея. Неговото истинско име е Young-Li (според други източници Yong I-Choi), но когато емигрира в Япония е сменено с японското име Ояма, което в превод значи „велика планина“. Като момче е изпратен да живее в Манджурия, североизточен Китай, във фермата на сестра му. На 9-годишна възраст започва да изучава китайски бойни изкуства (за около 2 години), системата Shaku-riki, при работник в същата ферма. На 12-годишна възраст се връща в Корея и продължава заниманията си с корейски стил, наречен Taiken или Chabi (за около година). Увлечен по Бисмарк (Bismarck) заминава за Токио за да учи за боен летец. Записан е в Авиаторския младежки институт Yamanashi. Да оцелееш сам на тази възраст не било лесно, особено ако си кореец в Япония, и авиаторското обучение в крайна сметка било изоставено. Забелязвайки един ден няколко души практикуващи карате, се заинтересува и намира при Гичин Фунакоши в университета Takushoku, където изучава известният днес като Шотокан стил на карате. Неговият успех в това начинание бил впечатляващ, едва 17-годишен става 2 дан, а 3 години след това му е присъден 4 дан. Успоредно с карате се занимава и с джудо, и напредъка му там не е по-малко удивителен – за по-малко от 4 години тренировки е вече 4 дан.
По това време е приет в Butokukai, тренировъчна школа за Imperial Japanese Military. В Butokukai се специализира в партизанската война, шпионажа и ръкопашният бой. Ояма прекарва 2 години в тази школа, до поражението на Япония във Втората световна война. Загубата на Япония и последващата окупация е унижение, което е прието много дълбоко от бъдещия майстор. Започва тренировки при So Nei Chu, също кореец от провинцията на Ояма, ученик на Чоджун Мияги (Chojun Miyagi) – създателя на стила Годжу-рю. So Nei Chu е известен с физическата си и духовна сила и един от водещите експерти по Годжу-рю. Той окуражава Ояма в намерението му да се оттегли в планината за тренировки, за да укрепи техническите си умения и успокои своят дух. So Nei Chu изпраща и друг свой ученик (Yashiro) в планината, но той издържа само 6 месеца в изолация – веднъж месечно им е носена храна. Така Ояма остава сам, което направило още по-трудни тренировките, които и без това са изтощаващи. За да го държи далеч от цивилизацията, So Nei Chu предлага много окуражаващи думи и съвети, един от които е да си обръсне веждите, така поне още няколко месеца няма да може да слезе от планината. В крайна сметка Ояма е убеден, че ще има полза от неговото усамотяване, и продължава със самообучението. В крайна сметка е решен да стане най-силният човек в Япония. Сравнително скоро обаче, So Nei Chu му съобщава, че не е в състояние да го спонсорира повече и така след 14 месеца завършва отшелничеството на Ояма. Няколко месеца след връщането си в цивилизацията, през 1947, той тества възможностите си в карате дивизията на Japanese National Martial Arts Championships, състезание, което печели безапелационно. Все пак Ояма чувства празнота, тъй като не е завършил 3-годишното си уединение и се качва отнова в планината Kiyozumi, пак в префектура Chiba.
Този път решението да се отдаде на карате е твърдо и тренировките са безпощадни – всеки ден по 12 часа фанатично упражняване. Тичане през неравния планински терен, къпане в студените води на водопадите, удряне по дърветата, които са използвани вместо макивара, прескачане на храсти по стотици пъти, повдигане на речни камъни за укрепване на физиката. Всеки ден освен физическата подготовка е практикувал и ката – по 100 пъти една ката на ден. Заниманията са включвали освен това и различни видове чупения, изучаване на класиците на Зен и четене на философски трактати.
След 18 месеца интензивни натоварвания той слиза от планината напълно уверен в себе си, че е способен да поеме контрол над своя живот. Той никога повече не е особено зависим от влиянието на обграждащото го общество, макар че може би помага и това, че последвалите обстоятелства също никога не са така травматични.

## Демонстрациите
През 1950 година Ояма започва да тества силата си върху бикове. Тези демонстрации били много зрелищни – от общо 52 бика, 3 умират веднага, а на останалите 49 отсекъл рогата с удар на ръката си. Това не било и особено безопасно за него – през 1957, когато бил на 34, при една такава демонстрация в Мексико, разяреният бик му счупва колянната става. На косъм от смъртта, Ояма успява да се справи някак си със ситуацията и отсича единият му рог с удар. Хоспитализиран е за 6 месеца, докато се възстановява от нараняването. През 1952 той пътува из САЩ в продължение на година, демонстрира своят стил карате наживо и по националните ТВ канали. Следващите години приема всички предизвикателства за двубои – общо 270. Повечето от битките свършвали в първите секунди с първия удар на майстора. Ударите му били изключително силни – ако не блокираш удар в главата си в нокаут, ако не блокираш удар в трупа – реброто ти е счупено, ако обаче блокираш – ръката бива счупена, навехната или изкълчена. Станал известен с прозвището „Божествената ръка“, жива изява на японската максима Ichi geki или Hissatsu, в превод „един удар – една смърт“. За него това била истинската цел на карате, фантастично красивите удари с крака и сложните, спиращи дъха техники са второстепенни. През тези дни на пътуване той среща Jacques Sandulescu, огромен румънец (затворен от Червената армия на 16 години и изпратен в мините за въглища като работна ръка за 2 години). Бързо стават приятели и остават такива чак до смъртта на Ояма. Румънецът е инструктор и съветник към ИКО-1. Освен бой с бикове и свободни двубои с всеки желаещ, Ояма прави много демонстрации, включващи чупене на различни предмети – дъски, камъни, стъклени бутилки и т.н. Коронният номер е чупене на гърлото на изправена пълна бирена бутилка със саблен удар, така че бутилката да остане права.
През 1952 г. Ояма провел демонстрация в Хавай. Младият Bobby Lowe присъствал и бил смаян от неговата сила. Това не било защото Bobby не е опитен в бойните изкуства. Въпреки че е млад, неговите постижения в тази област не са малки – на 23 години е 4 дан по джудо, 2 дан по кендо, 1 дан в айкидо и обещаващ боксьор в полусредна категория. Bobby Lowe става първият учи-деши (вътрешен ученик, ученик, който живее в къщата на майстора и е постоянно до него и в ежедневния живот). Той тренира с Ояма всеки ден в продължение на година и половина. Тези ученици станали известни с времето като Wakajishi (младите лъвове) и само няколко се избирали от стотиците подадени молби, щастливците имащи привилегията да тренират ежедневно за 1000 дни под директното наставление на майстора. През 1957 г. Bobby Lowe се връща на Хавай и отваря първото училище по киокушин извън Япония.

## Кумитесъс 100 души
Киокушин като стил се е доказал не само чрез бойните умения на неговия създател – Сосай Ояма – но и на неговите ученици. Ояма представя на света уникален тест – „Hyaku Nin Kumite“ (Кумите със 100 души). Това кумите се провежда последователно със 100 души, по правилника на киокушин. Всеки спаринг продължава 2 минути. Ако тестваният бъде ударен така, че да е неспособен на отговор в продължение на 5 секунди, тестът се счита за неуспешен (дори това да стане в последния двубой). За да го направи ощеу по-трудно, Ояма определя изискване за печелене на голям брой от тези 100 срещи (с цел да не се дава предимство на чисто дефанзивната игра в желанието да се остане на крака).
За да представи своят тест Ояма прави в 3 последователни дни двубои със 100 души, за 4 ден не е имало желаещи да участват. Според някои печели всичките. В началото това кумите се е провеждало в 2 дни с по 50 срещи, но в крайна сметка Ояма решава, че всичко трябва да е в 1 ден. На 1 декември 1972 англичанинът Howard Collins (7 дан) го прави в един ден за по-малко от 4 часа. Оттогава всеки такъв тест се провежда в един ден и за по-малко от 4 часа. Този тест е правен и от японеца Kenji Yamaki (4 дан) и бразилеца Francisco Filho (3 дан) – и двамата са световни шампиони. И двата теста се провеждат в Главната квартира в Япония и са филмирани. Yamaki се бие на 18 март 1995 и за 3 часа и 27 минути завършва с 22 победи с ипон (чиста победа), 61 с решение (23 са вазари – половин точка), 12 са равни и 5 загуби. Теста на Filho е на 22 март 1995 и е с продължителност 3 часа и 8 минути. Печели с 26 победи с ипон, 50 с решение, 24 равни и без загуба. Така и двамата стават 2 от легендите на Киокушин. Именно хората преминали теста са смятани от Ояма за истински бойци с непоколебим дух и воля от гранит. Сред 13 души преминали успешно теста през 1986 е и Shokei Matsui (водач на ИКО-1), също световен шампион. Обаче в опит да премине предизвикателството Makoto Nakamura (6 дан, Двукратен световен шампион) се проваля. Друг Световен шампион – Keiji Sampei (6 дан) – също се проваля на 49 среща при първия си опит за този подвиг. Вторият му опит е успешен. Masuda, Miyuki Miura, Shigeru Oyama и Ademir da Costa от Бразилия са други бойци, преминали успешно изпитанието.
Ояме е автор на десетки книги: „What Is Karate?“, „This Is Karate“, „Vital Karate“, „Advanced KARATE“ и др. Умира на 26 април 1994 от рак на белия дроб.